# Psiloscirtus
Psiloscirtus is een geslacht van rechtvleugeligen uit de familie veldsprinkhanen (Acrididae). De wetenschappelijke naam van dit geslacht is voor het eerst geldig gepubliceerd in 1911 door Bruner.

## Soorten
Het geslacht Psiloscirtus omvat de volgende soorten:
- Psiloscirtus apterus Scudder, 1875
- Psiloscirtus bolivianus Bruner, 1920
- Psiloscirtus debilis Rehn, 1913
- Psiloscirtus flavipes Giglio-Tos, 1898
- Psiloscirtus olivaceus Bruner, 1911
- Psiloscirtus peruvianus Bruner, 1910
- Psiloscirtus splendidus Hebard, 1923